# Вежа Кір'я
Вежа Кір’я — хмарочос у Тель-Авіві, Ізраїль. Це п'ята найвища будівля в Ізраїлі, її висота — 158 м (42 поверхи). Вежа розташована навпроти найвищої будівлі в Тель-Авіві, центру Азріелі, і її в основному займають державні установи. Вежу обладнано майданчиком для гелікоптера. 
Спочатку планувалось звести 28 поверхів, але додаткових 14 поверхів було спроектовано протягом будівництва. 13 з цих верхніх поверхів займають приватні офіси, а верхніх 11 поверхів мають великі вікна від підлоги до стелі. Найвищі поверхи обслуговує додатковий ліфт. Підземний перехід веде з вежі до підземного паркінгу. 
Вежу спроектувало проєктне бюро Peleg Architects. Уряд буде платити за користування орендну плату розміром 16$/м2 за місяць протягом 20 років.